# منطقة رونيز
منطقة رونيز (بالفارسية: بخش رونیز) هي ناحية في مقاطعة إستبهان، محافظة فارس، إيران. حسب تعداد عام 2016، بلغ عدد سكانها 22648، في 5945 أسرة. المنطقة لديها مدينة واحدة: رونيز، ومنطقتين ريفيتين (dehestan): قسم خير الريفي، وقسم رونيز الريفي.